# Liste des familles patriciennes des Pays-Bas
Liste des familles reprises dans le Nederland's Patriciaat.
- Haut – A
- B
- C
- D
- E
- F
- G
- H
- I
- J
- K
- L
- M
- N
- O
- P
- Q
- R
- S
- T
- U
- V
- W
- X
- Y
- Z

En néerlandais, geslacht est synonyme de famille.

## A
- Van der Aa (geslacht)
- Aalbersberg, Aalbertsberg
- Abbing
- Roscam Abbing (geslacht)
- Abeleven
- Aberson
- Colson van der Aberson
- Hardt van der Aberson
- Wigeri van der Aberson
- d'Abo
- Acquoy (geslacht)
- Hora Adema
- Adriani
- van der Tuuk Adriani
- Advocaat (geslacht)
- d'Ailly
- Van Akerlaken
- Albarda
- Alberdingk Thijm
- Aberdingk
- van Alderwerelt
- Cornelis Rugier Willem Karel van Alderwerelt van Rosenburgh/van Alderwerelt van Rosenburgh
- de Roo van Alderwerelt
- (Van) Alkemade
- van Rijn van Alkemade
- Van Alphen (Etten)
- Pascal van Alphen
- van Alphen (Keulen)
- van Alphen (Rotterdam)
- Alpherts
- van Regteren Altena• Altes
- Korthals Altes (geslacht)
- Meursing Korthals Altes †
- Ament
- Ameshoff
- Ancher
- Brouwer Ancher
- van Andel
- Andrau
- André de la Porte
- Andreae (Fürstenwalde)
- Andreae (Hitzum)
- Beucker Andreae
- Andreae van Bothnia
- Fockema Andreae (geslacht)
- Nauta Andreae
- Van Appeltere
- d'Aquin
- van Arkel
- Arntz
- Ratering Arntz
- Arntzenius
- Arriëns
- Lincklaen Arriëns
- Asser (geslacht)
- Nijhoff Asser
- d'Aumerie

## B
- Baartt de la Faille
- De la Faille
- Baartz
- Bachiene
- Backer
- Backer van Leuven
- Huyghens Backer
- Badon Ghyben
- Baelde
- Van Baerle
- Baert
- Bake
- De Menthon Bake
- Van den Wall Bake
- Bakhuijsen
- Van de Sande Bakhuijzen
- Bakker (Goedereede)
- Bakker (Rostock)
- Balfour(geslacht)
- Balfour van Burleigh
- Balguerie
- Ballot
- Buys Ballot (geslacht)
- den Bandt
- Banga (geslacht)
- Bannier
- Banning (geslacht)
- Weyn Banningh
- Barbas(geslacht)
- De Bas
- Bastert (geslacht)
- Bastiaanse
- Van Bouwdijk Bastiaanse
- Haak Bastiaanse
- Batenburg (geslacht)
- Van Basten Batenburg
- Battaerd
- Baud (geslacht)
- Bauduin
- De Beaufort
- Beaujon
- Beausar
- Van Breda Beausar
- Beckman
- Wiardi Beckman
- Beeckman
- Van Beeftingh
- Beelaerts
- Beelaerts van Emmichoven
- Beelaerts van Blokland
- Beeldemaker
- Beels
- Den Beer Poortugael
- van Beest
- Van Voorst van Beest
- Beets (geslacht)
- Van Bemmelen
- Benier
- Benteyn
- Bentfort
- Bentfort van Valkenburg
- Drossaart Bentfort
- Van Berckel
- Bere
- Lach de Bere
- Van Berenbroeck
- Van den Berg (Dongen)
- Van den Berg (geslacht)
- Bentz van den Berg
- Bland van den Berg
- Van Maren Bentz van den Berg
- van den Berg (geslacht)
- Van den Berg van Saparoea
- Berger (geslacht)
- Van den Bergh (geslacht)
- van den Bergh van Heinenoord
- Van Benthem van den Bergh
- Bergsma (geslacht)
- Berlekom
- Van Berdenis
- Bernicke
- Bert (geslacht)
- de Bert
- Schrassert Bert
- Besier
- Bettink
- Wefers Bettink
- Betz (geslacht)
- Beuker (geslacht)
- Van Beuningen
- Van Beusekom
- Hubert van Beusekom
- Van Beusekom (Doetinchem)
- Beyen
- De Beyer
- Beyerinck
- Beyerman
- Beijnen
- van Duijfhuijs Beijnen
- Koolemans Beijnen
- Bichon
- Bichon Vingerhoedt
- Bichon Visch
- Bichon van IJsselmonde
- Bicker
- Bicker Caarten
- De Bie
- Bienema
- van Bienema
- Bienfait
- Bodel Bienfait
- Van den Biesen
- Vongers van den Biesen
- Bik (geslacht)
- Arnold Bik
- Mulock van der Vlies Bik
- de Nijs Bik
- de Perez Bik
- Vreede Bik
- Bilderdijk (geslacht)
- van der Bilt
- Binkes
- Binkhorst
- Binkhorst van Oudcarspel en in Koedijk
- Bischoff
- Bischoff van Heemskerck
- Bischoff Tulleken
- Bisdom (geslacht)
- Van Lakerveld Bisdom
- Reijnders Bisdom
- Wijckerheld Bisdom
- Blaauw (Stadlohn)
- Blaauw (Westzaan)
- Blaisse
- Blanckenhagen
- Blankenheym
- Blankert
- Bloembergen
- Bloemers (geslacht)
- Blokhuis (geslacht)
- Blokhuyzen
- Blom (Delft)
- Blom (Eemnes)
- Blom (Hindelopen)
- Blom (Kleef)
- Blom (Oost-Vlaanderen)
- Blomhert
- van Blommestein
- Blussé
- Blussé van Oud-Alblas
- Van Braam Blussé
- Blijdenstein (geslacht)
- Blenken Blijdenstein
- de Stoppelaar Blijdesteijn
- Boddaert
- Boddens
- Boden (patriciaatgeslacht)
- Bohlen Boelen
- van Boelens
- Boellaard
- Boerlage
- Boeye
- Bogaers
- Bogaert
- Nering Bogel
- Bohtlingk
- Du Bois (geslacht)
- Boissevain
- Bok (geslacht)
- Boll (geslacht)
- Bolomey
- Bondam
- Bonebakker
- Bonnike
- Boogaert
- Boom (geslacht)
- Isebree Boom
- De Lange Boom
- Plevier Boom
- Boomkamp
- van Leeuwen Boomkamp
- Boon (Rotterdam)
- Boon (geslacht)
- Boon Hartsinck
- Boon van Ostade
- Boonacker
- Boonen
- Boot (geslacht)
- Moerkerk Boot
- Nagtglas Boot
- De Booij
- Van Bommel van Vloten
- De Bordes
- Van Walré de Bordes
- Borgesius
- Zuiderveen Borgesius (eerste geslacht)
- Borgesius (tweede geslacht)
- Von dem Borne
- Borret
- Borski (geslacht) †
- Van Noord Borski
- Van Wieringhen Borski
- Bosch (geslacht)
- Ten Bosch
- Van den Bosch (Breda)
- Van den Bosch (Rheden)
- Van den Bosch (Rotterdam)
- Bosscha
- van Bosse
- Boumeester
- Bouricius
- Visscher Bouricius
- Boutmy
- Bouvin
- Bouvy
- Bouwensch
- Braakenburg
- Brakenburg
- Van Braam
- Van Braam Houckgeest
- Van Braam van Vloten
- Braams
- Brandt (geslacht)
- Brants
- Brantsma
- Willinge Brantsma
- De Brauw
- Ten Noever de Brauw
- Stavenisse de Brauw
- Bredius
- Klinkhamer Bredius †
- Van der Breggen
- Van der Breggen Paauw
- Breukelman
- Briët
- de la Saussaye Briët
- van den Brink
- Bakhuizen van den Brink
- Van den Broecke
- De Smit van den Broecke •Van den Broek (Geulle)
- Van den Broek d'Obrenan
- Van den Broek (Babyloniënbroek)
- Vun den Broeke
- Broers
- Broese (geslacht)
- Broese van Groenou
- Le Bron de Vexela
- Brongersma
- Bedloo de Bronovo
- Brousson
- Clockener Brousson
- Reeling Brouwer
- Browne
- Van der Brugghen
- Bruinier
- Bruins
- Brutel de la Rivière
- Bruijn
- Bruijn van Rozenburg
- Van der Horst Bruijn
- Van Oosterwijk Bruijn
- De Bruyn (Herpen)
- De Bruyn
- De Bruin (Bois-le-Duc)
- De Bruyn (Kockengen)
- De Bruyn van Melis- en Mariekerke
- de Bruyn
- Van Troostenburg de Bruyn
- Lobry van Troostenburg de Bruyn †
- Bruijns
- Mörzer Bruijns
- Buchler
- Buck (geslacht)
- Budde
- Cost Budde
- Buma (geslacht)
- De Blocq van Haersma Buma †
- Buma (geslacht)/ Van Haersma Buma
- Buma (geslacht)/ Hopperus Buma
- Hora Buma
- Bunge
- Buning
- De Cock Buning
- Werumcus Buning
- Van Buren (geslacht)
- Burger (geslacht)
- Burkens
- Buschkens
- Busmann
- Hartman Busmann
- Star Busmann
- Tjaden Busmann
- Bussemaker (Emlichheim)
- Bussemaker (Hengelo)
- Barlagen Bussemaker
- Buteux
- Buyskes
- Bybau
- De Bye
- Thierry de Bye
- Van Bijlert
- Bijleveld (Rhoon)
- Bijleveld (Westfalen)
- Van Eijk Bijleveld
- Bijvoet (geslacht)
- Van Dieren Bijvoet

## C
- Caan
- Caan van Neck †
- De la Bassecour Caan †
- Caarten
- Van Calcar
- Van Calker
- Sharpe van Calker
- Van Kalker
- Calkoen
- van Beeck Calkoen
- Callenbach
- Callenfels
- Van der Beke Callenfels
- Van Stein Callenfels
- Von Stein Callenfels
- Carnbier
- Camp (Geertruidenberg)
- Camp (Bois-le-Duc)
- Van Campen
- Del Campo genaamd Camp
- Van Lookeren Campagne
- Cankrien
- Cannegieter
- Hoornsma Cannegieter
- Reen Cannegieter
- Schrader Cannegieter
- Canneman
- Cantzlaar
- Capadose
- Van Capelle
- Carbasius
- Cardinaal
- Carp (geslacht)
- De Carpentier
- Carsten
- Star Nauta Carsten
- Van Casteel
- Castendijk
- Ten Cate
- Naudin ten Cate
- Cats
- Lichtenvoort Cats
- Manger Cats
- Van Cattenburch
- Casteren van Cattenburch
- Van Panhuys van Cattenburch †
- Cau
- Cazaux (geslacht)
- Cazius
- Certon
- Rigail Certon
- Chabot
- Taudin Chabot
- Van Charante
- Boss van Charante
- Mensing van Charante
- Moll van Charante
- Watson van Charante
- Charbon
- De Chaufepie
- de Dompierre de Chaufepie
- Clant
- Clant van der Mijll
- Clant Schatter
- Van Rijneveld Clant
- Clarion (geslacht)
- Clavareau
- Clement (geslacht)
- Van der Poest Clement
- De Clercq (N.-Brabant)
- Van der Lek de Clercq
- De Clercq (Vlaanderen)
- Cleveringa (geslacht)
- Cleyndert
- Cleijndert
- De Jong Cleijndert
- Clifford
- Oetgens van Waveren Pancras Clifford
- Pancras Clifford
- Du Cloux
- Alting du Cloux
- Lincklaan du Cloux
- Cluysenaer
- Cnopius
- Coenen
- Cohen (geslacht)
- Cohen Stuart
- Coldeweij
- Colenbrander
- Van Berck Colenbrander
- Van Hecking Colenbrander
- Collard
- Cotthoff
- Rom Cotthoff
- De Coningh
- Van Assendelft de Coningh
- Van Vrijberghe de Coningh
- Conrad (geslacht)
- Cool (Appingedam)
- Cool (Overschie)
- Coops
- Coops Busgers
- Van de Coppello
- Kappeyne van de Coppello
- Cordelois
- Cordes
- Corsuus
- Brandt Corsuus
- Corten
- Coster (geslacht)
- Costerman
- Costerus
- Couperus
- Del Court
- Couvee
- Sauerbier Couvee
- Cox (geslacht)
- Craandijk
- Van der Crab
- Cramer (Ootmarsum)
- Cramer (Rijnland)
- Cramer (Westfalen)
- Putman Cramer
- Cramer von Baumgarten
- Cramerus
- De Crane
- Van Cranenburgh
- Cremer
- Cremers (geslacht)
- Canter Cremers
- Hooftman Canter Cremers
- Pathuis Cremers
- Creutzberg
- Creyghton
- Criellaert
- Croiset (geslacht)
- Crol
- Crommelin
- Van Wickevoort Crommelin
- Croockewit
- Crull
- Hofstede Crull
- Cruys
- Cunaeus
- Gael Cunaeus †

## D
- Daendels (geslacht)
- Dalen (geslacht)
- Van Dam (Amersfoort)
- Van Dam (Delft)
- Boudet van Dam
- Van Dam van Isselt
- Damste
- Daneels van Wijkhuyse †
- Daniels (geslacht)
- Wijnoldy Daniels
- Daubanton
- Van Deinse
- Deketh
- Deking Dura
- Dekker (geslacht)
- Dyserinck Dekker
- Huisinga Dekker
- Van der Mijll Dekker
- Delbeek
- Delprat
- Dermout
- Deurvorst
- Van Deventer
- Van Dielen
- Diemont (geslacht)
- Waller Diemont
- Diepen (geslacht)
- Diepenbrock
- Van Diepenbrugge
- Diepenhorst
- Diephuis
- Dierkens
- Van Diermen
- Dirkzwager
- Van Dishoeck
- Van Ditzhuyzen
- Dobbelmann
- Van Doekum
- Doeff (Hazerswoude)
- Doeff (Oudshoorn)
- Van Doesburgh
- Brandt van Doesburgh
- De Vries van Doesburgh
- Semeyns de Vries van Doesburgh
- Doffegnies
- Dolleman (Maastricht)
- Dolleman (Westzaan)
- Thierry de Bye Dolleman
- Dommers (geslacht)
- Van Dompseler
- Donker
- Donker Curtius
- Donkersloot
- Dons
- Doorenbos
- Doorman
- Langguth Doorman
- Van Doorn
- De Balbian van Doorn †
- Van Doorne
- Van Doorninck
- Dorhout
- Von Dornberg
- Von Dornberg Heiden
- Van Dorp
- Dorrepaal
- Van Dorsser
- De Haas van Dorsser
- Douglas (geslacht)
- Douwes Dekker
- Douwes
- Douwes Isema
- Doyer
- Elberts Doyer
- Dozy
- Drabbe
- Von Frijtag Drabbe
- Drees (geslacht)
- Driebeek
- Van Driel van Wageningen
- Van den Dries (Tilburg)
- Driessen (geslacht)
- Van Driest
- Droogleever Fortuyn
- Fortuyn Droogleever
- Drost (geslacht)
- Druyvesteyn
- Drijfhout
- Dubourcq
- Dufour
- Dull
- Dumbar
- Dunlop
- Van Dunné
- Van Dusseldorp
- Drossaart van Dusseldorp
- Van der Dussen
- Dutilh
- Dutry
- Dutry van Haeften
- Duuring
- Duycker
- Dijckmeester
- Van Dijk (geslacht)
- Van Dijk van 't Velde
- Van Dijck
- Dyserinck
- Kleiweg Dyserinck
- Dijxhoorn

## E
- Van der Eb
- Ebeling (Groningen)
- Ebeling (Hildesheim)
- Eck
- Van Eck (Drumpt)
- Van Eck (Eck en Wiel)
- Van Eck (Rotterdam)
- Van Eeghen
- Eekhout
- Hachmeester Eekhout
- Eeckhout (geslacht)
- Van Eelde
- De la Sablonière van Eelde †
- Van Eerten
- Westerbeek van Eerten
- Van Eeten
- Begram van Eeten
- Egeling
- Guldensteeden Egeling
- Egidius (geslacht)
- Egter
- Egter van Wissekerke
- Van Eik
- Eindhoven
- Cremer Eindhoven
- Elias
- Witsen Elias
- Elout
- Elsevier (geslacht)
- Van der Elst (Antwerpen)
- Van der Elst (Driel)
- Hupkens van der Elst
- Van der Elst (Utrecht)
- Emants (geslacht)
- Van Embden
- Emmen
- Tjaden Emmen
- Engelberts (Nordhorn)
- Engelberts (Uithuizermeeden)
- Engelbrecht
- D'Engelbronner
- Engelenburg
- Engelhard
- Engels (geslacht)
- Enklaar
- Enklaar van Guericke †
- Enschede (geslacht)
- Durselen Enschede
- Ermerins
- Van Erpecum
- Erzey
- Eschauzier (geslacht)
- Escher (geslacht)
- Van Essen
- Evekink
- Evekink Busgers
- Van Voorst Evekink
- Everard
- Van Everdingen
- Everts
- Everwijn
- Van Ewijck
- Eyck (geslacht)/ Eijck (geslacht)
- Eyck (geslacht)/ Eijck van Zuylichem
- Eyck (geslacht)/ Burman Eyck tot Zuylichem
- Van Eyk
- Sprenger van Eyk
- Eijkman
- Eijkman van der Kemp
- Eyma
- Eysten
- Wackie Eysten

## F
- Fabius (geslacht)
- Fangman
- Fauchey
- Faure
- Van der Feen
- Van der Feen de Lille
- Feenstra
- Feith (Obershausen, Nassau)
- Feith (Elburg)
- Fenema
- Borgerink Fenema
- Van Fenema
- Ferf
- Fermin
- Le Fèvre de Montigny
- De Feyfer
- Van der Flier
- Flieringa
- De Flines
- Fock (geslacht)
- Von Brucken Fock
- Fockema
- Fokker (geslacht)
- Folkersma
- Folmer
- Van Orsoy de Flines
- Fontein I
- Alg(e)ra Fontein
- Fontein II
- Van Dalsen Fontein
- Matak Fontein
- Fortuyn (geslacht)
- De Fouw
- Bevier de Fouw
- François (geslacht)
- Fraser (geslacht)
- De Fremery
- Frets
- Freudenberg (geslacht)
- Friesendorp
- Frieswijk (geslacht)
- Frowein
- Fruin
- Veltman Fruin
- Fuhri
- Fuhri Snethlage
- Fundter
- Fundter de Beauchene
- Furnee

## G
- Gaade
- De Gaay
- De Gaay Fortman
- Gallas
- Steenwijk Gallas
- Gasinjet
- De Gavere
- Gaymans
- Geertsema
- Busch Geertsema
- Geertsema van Sjallema
- Van Gelder (geslacht)
- Smidt van Gelder
- Gelderman (Zwolle)
- Gelderman (Schermbeck)
- Gelinck
- Gelpke
- Sollewijn Gelpke
- Van Gelsdorp
- Van Genderen (geslacht)
- Van Gennep
- Gentis
- Geradts
- Gericke
- Gerlings
- Indewey Gerlings
- Jager Gerlings
- Oortman Gerlings
- De Pauw Gerlings
- Verschoor Gerlings
- Van Geuns
- Gevers
- Gevers Deynoot
- Gevers Leuven
- Gewin
- Gey (geslacht)
- Gey van Pitdus
- Giesberger
- Gildemeester (Rheda)
- Gildemeester
- Van Gheel Gildemeester (Utrecht)
- Van Gilse (Alphen, Gilze)
- Van Gilse (Baarle Nassau)
- Gleichman
- Gleichman von Oven
- Gobius (geslacht)
- Gobius du Sart
- Gockinga
- Goddard (geslacht)
- Goekoop
- Van Goens
- van der Goes
- Van Gogh
- Gonggrijp
- Goossens (geslacht)
- Gordon (geslacht)
- Van Gorkum
- De Gou
- Gout
- Gouda
- Van Gouiloever
- De Graaf (Rijssel)
- De Graaff (Nieuwland)
- Van de Graaff
- Messemaeckers van de Graaff (Bleskensgraaf)
- Van de Graaff (Ned.-Indie)
- Graafland (geslacht)• Hooft Graafland
- De Graeff (regentenfamilie, Amsterdam)
- Gransberg
- Graswinckel
- Gratama
- Fresemann Gratama †
- Oldenhuis Gratama †
- Willinge Gratama †
- Gravenhorst
- Bennebroek Gravenhorst
- Berch Gravenhorst
- Waters Gravenhorst
- Gregory (geslacht)
- Greidanus
- Idema Greidanus
- Van Wimersma Greidanus
- Grenfell (geslacht)
- Greve (geslacht)
- Hovens Greve
- Van Someren Greve
- De Greve
- Grevelink
- Alstorphius Grevelink
- Bisschop Grevelink
- Uzenhoed Grevelink
- Van Griethuijsen
- Groeneveldt (geslacht)
- De Bruine Groeneveldt
- Groeninx
- Groeninx van Zuelen
- Van der Gronden
- Brandenburg van der Gronden
- Van Groningen
- Cornets de Groot
- De Groot (geslacht)
- Hofstede de Groot
- Groskamp
- Robbe Groskamp
- Grothe
- Van Ghesel Grothe
- Luten van Doelen Grothe
- Grijp
- Specht Grijp
- Guepin
- Guerin
- Balguerie Guerin
- Gülcher
- Guljé
- Gunning (geslacht)
- Guyot (geslacht)
- Van Gijn
- Kuyl van Gijn
- Gijsberti
- Gijsberti Hodenpijl
- De Gijselaar

## H
- Van Haaften
- Kivit van Haaften
- Haan
- de Haan
- Bierens de Haan
- Van Breda de Haan
- Ter Haar
- Hacke
- Van Haeften
- Van der Haer
- De Haes
- Hagedoorn
- Rolandus Hagedoorn
- Haitink (geslacht)
- Hajenius (geslacht)
- Halbertsma
- Van der Halen
- De Jonge van der Halen
- Van Hall
- Van Noorle van Hall
- Teyler van Hall
- van Halmael
- Van Halteren
- Hamaker
- van Hamel
- Ardesch van Hamel
- Hamer
- De Witt Hamer
- Versélewel de Witt Hamer
- Hamilton of Silverton hill
- Hamming
- Hamstra
- van Woudenberg Hamstra
- Hanedoes
- Hanegraaff
- Hanlo
- Hannema
- Hardenberg
- Van Harencarspel
- Van Harpen
- Krook van Harpen
- Kuyper van Harpen
- Harte
- Harte van Tecklenburg
- Hartevelt
- Hartman
- Del Campo Hartman
- Hartogh
- Hartogh Heys
- Hartsinck
- van Marselis Hartsinck
- Hasebroek (geslacht)
- Hasselaer
- Hooft Hasselaer
- Sautijn Hasselaer
- Hasseleij
- Hassleij
- Hasselman
- van Hasselt (Gent)
- Van Hasselt (geslacht)
- Copes van Hasselt
- Abbema Copes van Hasselt †
- Wilhelmy van Hasselt
- Havelaar
- Van Heek
- Van Heel
- Dudok van Heel (geslacht)
- Gousset van Heel
- Heemskerk (geslacht)
- Bijsterus Heemskerk †
- Heerspink
- Hegt
- Noordhoek Hegt
- Hein (geslacht)
- Arendsen Hein
- Vlielander Hein
- Faijan Vlielander Hein
- Heinsius
- Van Bosveld Heinsius
- van Helbergen
- Helder
- Heldewier
- Vignon Heldewier
- Heldring
- Helmich
- Helmolt
- Camerling Helmolt
- Van Heloma †
- Van Helsdingen
- van Beuningen van Helsdingen
- Von Hemert
- Hendrichs
- de Lestrieux Hendrichs
- van Hengel
- Hengst
- van Hengst
- Hennequin
- Henny
- Herckenrath
- Herderschee
- Heringa
- Hermsen
- van Herzeele
- Heshuysen
- Hesselink
- Keppel Hesselink
- Van Heteren
- Van Heukelom
- Siegenbeek van Heukelom
- Van Heusde
- Van Heusden
- Van den Heuvel
- Van der Hagen van den Heuvel
- Van den Heuvell (geslacht)
- Van Linden van den Heuvell
- van Heuven
- Kiljan van Heuven
- van Munster van Heuven
- Heyning
- Van Heyningen
- Kits van Heyningen
- Heijnis
- Heinis (geslacht)
- Heynsius
- Van Heyst (Antwerpen)
- Van Heijst (tak Waalwijk)
- Van Heijst (tak Sprang)
- Van Buuren van Heijst
- Graevestein van Heijst †
- Van den Ham van Heijst †
- De Vries van Heijst †
- Hiddingh
- Hingst
- Hinlopen
- Hintzen
- van Hoboken
- Appelius van Hoboken
- van Hoek
- de Hoest
- Hoeth
- Wichers Hoeth
- Van der Hoeven (Besoijen)
- van der Hoeven (Delft)
- van der Hoeven (Dorsten)
- des Amorie van der Hoeven
- Pruys van der Hoeven †
- Templeman van der Hoeven
- Van 't Hoff
- Hoffmann (geslacht)
- Hoffmann van Hove
- Hofstede (geslacht)
- van Hogendorp
- Hogerwaard
- de Lille Hogerwaard
- Hojel (geslacht)
- van Holkema
- Holland
- Holle
- van Beest Holle
- du Ry van Beest Holle
- Holleman
- Hollertt
- Holst
- Roland Holst
- Holtius
- Holtzman
- Homan
- Linthorst Homan
- Van den Honert
- Honig
- Van Hooff
- Drijfhout van Hooff
- Hooft van Vreeland
- 't Hoofd
- Visser 't Hoofd
- Hoog
- Hoogendijk
- Van Rossen Hoogendijk
- Van Hoogenhuyze
- Hoogeveen
- Hoogeweegen
- Hoogewerff
- Hooglandt
- Palairet Hooglandt
- Hoogstad
- Silvergieter Hoogstad
- Van Hoogstraten
- Van Bijnkershoek van Hoogstraten †
- Hoogvliet (geslacht)
- van der Hoop
- Thomassen à Thuessink van der Hoop
- Hooreman
- Van Hoorn
- Hoos
- Van Hopbergen
- Horst
- Houba
- Houben
- Houck
- Hout
- van der Hout
- van Houten (Elburg)
- Akersloot van Houten †
- Van Houten (Meeden)
- Van Houten (Rotterdam)
- Houtman
- van Houweninge
- Baggerman van Houweninge
- Kuyck van Houweninge
- Van Houweningen
- Hovy (geslacht)
- Hoyack
- Hoyer
- Hoynck van Papendrecht
- Chalmers Hoynck van Papendrecht
- Van Hoytema
- Hoytema van Konijnenburg
- Hubar
- van Hellenberg Hubar
- Huber
- Rosendahl Huber
- Hubert (geslacht)
- Hubrecht
- van Lanschot Hubrecht
- van der Hucht
- Hudig
- Huet
- l'Ange Huet
- Busken Huet
- Gallandat Huet
- Hugenholtz (geslacht)
- Ter Bruggen Hugenholtz
- de Haan Hugenholtz
- Huidekoper
- Hulsewe
- Hulshoff
- van Hulst
- Hummelinck
- Wagenaar Hummelinck
- Hurgronje
- Snouck Hurgronje (geslacht)
- Huijgen
- Huygens (geslacht)
- Huygens Peronneau van Leijden
- Huysinga
- Huijsman
- Huisman

## I
- Van Iddekinge
- Hooft van Iddekinge
- Idenburg
- Van Idsinga
- Immink
- Indewey
- Ingen Housz
- Insinger
- De longh
- Crena de Iongh
- De Jongh
- Crena de Jongh
- Van Iterson (geslacht)
- Van Loon van Iterson
- Roessing van Iterson
- Roessingh van Iterson
- Itzig Heine

## J
- S'Jacob
- De Normandie s'Jacob
- Jacobson
- Jacobson
- Rosen Jacobson
- Jaeger (geslacht)
- Van der Jagt
- James (geslacht)
- De Groot Jamin
- Jannink
- Janssens (geslacht)
- de Maes Janssens
- Jarman
- Berkman Jarman
- Jeltes
- Van Jeveren
- Jolles
- Jonas (geslacht)
- De Joncheere
- Jonckheer
- De Jong (geslacht)
- De Josselin de Jong
- van Loghem de Jong
- De Jong van Rodenburgh
- Van Zijll de Jong
- Van der Zoo de Jong
- De Jongh (Goedereede)
- De Jongh (Wijk)
- De Jongh van Son
- De Jongh (Zaltbommel)
- Munniks de Jongh
- Jongkindt
- Jongkindt Coninck
- Jordaan (geslacht)
- Jordan (geslacht)
- Jordens
- Jordens
- Jurry
- Juta (geslacht)
- Jutting
- Van Benthem Jutting
- Van Starckenborgh Jutting †

## K
- Van Kaathoven
- Kakebeeke
- Peman Kakebeeke
- Kalff
- Fremery Kalff
- Kam
- Kamerling (geslacht)
- Kamphuis Suermondt (zien Suermondt)
- De Kanter
- De Laat de Kanter
- Van Karnebeek
- Karsten
- Van de Kasteele
- De Kat (geslacht)
- Kayser
- Keiser (geslacht)
- Brunsvelt Keiser
- Busch Keiser
- Tjassens Keiser
- Warmolt Keiser
- Van der Kemp
- Van Kempen (Kalkar)
- Van Kempen (Kempen)
- De Kempenaer
- Kemper
- Kempers
- Bernet Kempers
- Kerkhoven (geslacht)
- Van Kerkwijk
- Kerstens
- Van Kervel
- Kessler (geslacht)
- Ketjen (geslacht)
- Willink Ketjen
- Van Ketwich
- Van Ketwich Verschuur
- Keuchenius
- Keunen
- Kiderlen
- Von Kiderlen-Waechter
- Kingma
- Kip
- Van Erp Taaiman Kip
- Kirchner (geslacht)
- Hasseleij Kirchner
- Kist
- Kleyn (Leiningen)
- Le Conge Kleyn
- Kleyn (Schoonhoven)
- Van der Kloot
- Van Rhede van der Kloot
- De Klopper
- Kluit
- Provb Kluit
- Sautijn Kluit
- Tempelman Kluit
- Kluytenaar
- Klijn (geslacht)
- Knappert
- Kneppelhout
- Knight (geslacht)
- Knoote
- Knottenbel
- Knottnerus (Bellingwolde)
- Knottnerus (Eger)
- Knuttel
- Koch (Stein-am-Rhein)
- Koch (Solingen)
- De Kock
- Koenen
- Van Koetsveld
- Van Koetsveld van Ankeren
- Mengel van Koetsveld van Ankeren
- Kol
- Kolff
- Kolff/Kolff van Oosterwijk
- Kolff/Van Breda Kolff
- Kolff/Van Santen Kolff
- Koning
- Wittop Koning
- Koningsberger
- Van Konijnenburg
- Hoytema van Konijnenburg
- Van der Koog
- Van Bijnkershoek van der Koog
- Van Toulon van der Koog
- Kool
- Diemer Kool
- Schuckink Kool
- Schultze Kool
- Koolen
- Kolen
- Coolen
- Koopmans
- Coopmans
- Koopmans Stadnitski
- Cnoop Koopmans
- Van Swinden Koopmans
- Kooy (Huizen)
- Van Barneveld Kooy
- Kooy (Uithuizen)
- Van Marwijk Kooy
- Van Woensel Kooy
- Van der Kop
- Croiset van der Kop
- Kops
- De Bruyn Kops
- Kortenhorst
- Korteweg
- Kranen
- Krantz
- Krayenhoff (familie)
- Krayenhoff van de Leur
- Van Krimpen
- Krol
- Van Driel Krol
- Kronenberg (geslacht)
- Kroon
- Krudop
- Kruimel
- Krull
- Kruseman (geslacht)
- Nieuwenhuijzen Kruseman
- Polman Kruseman
- Krusemann
- De Kruijff
- Van der Kruyff
- Kruys
- Tielenius Kruythoff
- Tielenius
- Van Kuffeler
- De Blocq van Kuffeler
- Van der Meer van Kuffeler
- Kuhn
- Ter Kuile
- Ter Kuile Lemker
- Kuiper
- Frenstra Kuiper
- Van der Kun
- Kuntze
- Kuyck
- Van Kuyk
- De Kuyper
- Kuyper
- Van Harpen Kuyper
- Kymmell
- Homan Kymmell
- Lunsingh Kymmell
- Nijsingh Kymmell
- Oldenhuis Kymmell
- Willinge Kymmell
- Wilmsonn Kymmell

## L
- Laan (Middelie)
- Laan (Westwoud)
- Laane
- Van de Laar
- Labouchere
- Labrijn
- Tak Labrijn
- Ladenius
- Toe Laer
- Lagers
- Lamaison van Heenvliet
- Lamberts
- Lambrechtsen
- Lambrechtsen van Ritthem
- Laming
- Land(geslacht)
- Lange
- Everwijn Lange
- De Lange (geslacht)
- Ten Houte de Lange
- Stuyling(h) de Lange
- Tigler de Lange
- Van Lansberge
- Van Lanschot (geslacht)
- Lantsheer
- Laurillard
- Laurillard dit Fallot
- Laurman
- Laverge
- Lebret
- Lechner
- Van Pelt Lechner
- Leclercq
- Van Lede
- Ledeboer
- Leemans
- Leembruggen
- Leendertz
- Van Leenhof
- Van Leenhof de Lespierre
- Leesberg
- Van der Leeuw (Rotterdam)
- Van der Looy van der Leeuw †
- Van der Leeuw (Stevensweert)
- Van Leeuwen (Nederhemert)
- De Kock van Leeuwen
- Van Leeuwen (Nieuwkoop)
- Van Leeuwen (Schipluiden)
- Storm van Leeuwen
- Van Leeuwen (geslacht)
- Van Leeuwen van Duivenbode
- Lehman de Lehnsfeld
- Ruijsch Lehman de Lehnsfeld
- Lels
- Lely (geslacht)
- Van der Lely
- Van Lelyveld
- Van Lelyveld van Cingelshouck
- Le Mair
- Van Lennep
- Roeters van Lennep
- Ross van Lennep
- Lenshoek
- Lette
- Lhoest
- Lichtenbergh
- Van der Burcht van Lichtenbergh
- Van Lidth de Jeude
- Lieftinck
- Van Lilaar
- De Lind van Wijngaarden
- Van der Linden (geslacht)
- Dronsberg van der Linden
- Cort van der Linden
- De Lint
- De Lind van Wijngaarden
- Lisman (geslacht)
- Loder
- Loeff (Oudheusden)
- Loeff (Zaltbommel)
- Loeff (Zeeland)
- Van der Loeff
- Rutgers van der Loeff
- Schim van der Loeff
- Verniers van der Loeff
- Van Loenen
- Beckeringh van Loenen
- Lohman (geslacht)
- Lohnis
- Loman (geslacht)
- Van Loo
- Sluyterman van Loo
- Van de Loo
- Van der Loo
- Loopuyt
- De Loos
- Neuman de Loos
- Loosjes
- Looxma
- Los (geslacht)
- Los van Aarlanderveen
- Loudon (geslacht)
- Lucardie
- Lucassen
- Valck Lucassen
- Luchtmans
- Luden
- de Bie Luden
- Lugard
- Lugt
- Van der Lugt
- Lulofs
- Drossaart Lulofs
- Luns (geslacht)
- Van Lutterveld
- Van Luttervelt
- Luzac
- Lycklama a Nijeholt

## M
- Maaldrink
- Binkhorst Maaldrink
- Van Maanen
- Maas
- Maas Geesteranus
- Van Maasdijk
- Macalester Loup
- Mac Gillavry
- Mackay (geslacht)
- MacLeod
- Madry
- Magnee
- Maielle
- Maingay
- De Man
- Nolthenius de Man
- Van der Mandele
- Van der Mandere
- Van Manen
- Mansholt
- Van Mansvelt
- Marcella
- Maris (geslacht)
- Van Marken (Baambrugge)
- Van Marken (eiland Marken)
- Vos van Marken
- Van Marle
- Marres
- Martini Buys
- Mathijsen
- Mathon (geslacht)
- Van Schaeck Mathon
- Matthes (Beieren)
- Van Lankeren Matthes
- Matthes (Brandenburg)
- Mauritz
- Mazel (geslacht)
- Van der Meersch
- Van Limborch van der Meersch
- Van Meerten
- Meertens
- Mangelaar Meertens
- Mees (geslacht)
- Alting Mees
- Dorhout Mees
- Kreunen Mees
- Mom Faure Mees
- Uniken Mees
- De Meester
- Meesters
- Tromp Meesters
- Van Meeteren
- Westerouen van Meeteren
- Van Meeverden
- Menalda
- Mensonides
- Mercier (geslacht)
- Merckelbach
- Merckens
- Merens
- Gallis Merens
- Van der Mersch
- Mertz
- Messchaert
- Messchert
- Mestingh
- Metelerkamp
- Methorst
- Metzlar
- Ter Meulen (geslacht)
- Ruhle von Lilienstern ter Meulen †
- Meurs (geslacht)
- Dalen Meurs
- Meursinge
- De Mey (geslacht)
- Meijen
- Van Stuyvesant Meijen
- Meijer (geslacht)
- De Lanoy Meijer
- Maarschalk Meijer
- Meyer
- Meyer Timmerman Thijssen
- De Meijier
- Meyjes
- Van Oostrom Meyjes
- Posthumus Meyjes (geslacht)
- Meijlink
- Meyners
- Van Mierlo
- Van Mierop
- Schenkenberg van Mierop
- Milders
- Minderop
- Van der Minne
- Mirandolle
- Mispelblom
- Mispelblom Beyer
- De Mist
- Uitenhage de Mist
- Modderman (geslacht)
- Moens (geslacht)
- Isebree Moens
- Moes
- Molengraaff
- Van Hoogen Molengraaff
- Molengraaff van Loon
- Molewater
- Moll (Blokzijl)
- Moll (Wageningen)
- De Bruyn de Neve Moll
- Van Moll
- Mollinger
- De Mol van Otterloo
- Moltzer
- Momma
- De Monchy
- Monod de Froideville
- Montijn
- Moolenburgh
- Moorrees
- Van Braam Morris
- Van de Mortel
- Mosselmans
- Van Motman
- Motz (geslacht)
- Pelgrom von Motz
- Van Mourik
- Mouthaan
- Mouton (geslacht)
- Delia Mouton
- Van der Muelen
- Zur Muhlen
- Mulier
- Haitsma Mulier
- Muller (Gerolsheim)
- Muller van Voorst
- Müller (geslacht)
- Muller (Glarus)
- Muller (Grijpskerk)
- Du Celliee Muller
- Muller (Sleeswijk-Holstein)
- Wolterbeek Muller
- Muller Massis
- De Munnick
- Muntendam (geslacht)
- Muntz
- Van Musschenbroek
- Mutsaerts
- Muijsken
- Mijnssen
- Verpyck Mijnssen

## N
- Van Naamen
- Nachenius
- De Bijll Nachenius
- Nagel
- Nagtglas
- Nagtglas Versteeg
- Nairac
- Nauta
- Nederburgh
- Nepveu
- Nepveu tot Ameyde
- Roosmale Nepveu
- De Nerée
- De Nerée tot Babberich
- Van Nes
- Van Nes van Meerkerk
- Netscher
- van der Gon Netscjer
- De Neufville
- Van Gelder de Neufville
- Neys
- Nibbrig
- Hart Nibbrig
- Niemeijer (geslacht)
- Van der Niepoort
- Nierstrasz
- Nieuwenhuis
- Domela Nieuwenhuis
- Domela Nieuwenhuis Nyegaard
- Domela
- Nieuwenhuijs
- Nieuwenkamp
- Kits Nieuwenkamp
- Van Nieuwkuyk
- Nilant
- Van Nispen
- Noëls van Wageningen
- Nolen
- Nolthenius
- Tutein Nolthenius
- Brown Tutein Nolthenius
- Noodt
- Huber Noorduyn
- Noorduyn
- Van Nooten
- Cambier van Nooten
- Hoola van Nooten
- Sandt van Nooten
- Sibmacher van Nooten
- Nortier
- Van Notten
- Van Nouhuys
- Losecaat van Nouhuys
- Noyon (geslacht)
- Terpstra Noyon
- Numan
- Star Numan
- Nijgh
- Nijhoff
- Nypels
- Nysingh

## O
- Obreen
- Van der Speck Obreen †
- De Vrij Obreen †
- Odé (geslacht)
- Offerhaus
- Van Ogtrop
- Van Olden
- Van Oldenborgh
- Van Ommeren
- Onderwater
- De Court Onderwater
- Ongerboer
- Onnes
- Kamerlingh Onnes
- Van Oordt
- Bleuland van Oordt
- Van der Houven van Oordt
- Oorthuys
- Oosterbaan
- Oosterhoff
- Van Gybland Oosterhoff
- Van Oosterzee
- Oosting
- Bieruma Oosting
- Van Oppen
- Van Opstall
- Van Orsoy de Flines
- Van Osselen
- De Mol van Otterloo
- Ouboter
- De Bruyn Ouboter
- Oudemans
- Van der Oudermeulen
- Van Outeren
- Van Oven
- von Oven
- Van Overveldt
- Van Overzee
- Van Oyen
- Vorsterman van Oyen
- Von Oyen zu Furstenstein †
- Oijens
- De Marez Oijens
- Weckherlin de Marez Oijens

## P
- Paehlig
- Paets
- Pahud de Mortanges
- Pahud
- van der Pals
- van Gilse van der Pals
- Palthe, Racer Palthe, van Wulfften Palthe
- Pape
- Paravicini di Capelli
- Parve
- Steyn Parve
- Pasteur (geslacht)
- Pastor
- Patijn
- Clotterbooke Patijn
- Paulus
- Paulussen
- de Pauly
- Pauw
- Pelerin
- Pelinck
- Ter Pelkwijk
- Peltzer
- Penning
- Penning Nieuwland
- Pennink
- van Hanswijk Pennink
- Perk (geslacht)
- Perk van Lith
- van Persijn
- van Peski
- Pfeiffer (geslacht)
- Pfister
- de Wetstein Pfister
- Phaff
- Philippi (geslacht)
- Philips (familie)• Philipse
- Piccardt
- Soetbrood Piccardt
- Pichot
- Pichot du Plessis
- Pichot Lespinasse
- Picke
- Piek (geslacht)
- Pierson
- Pietermaat
- Pigeaud (geslacht)
- Piper (patriciërsgeslacht)
- Pistorius (Oberhessen)
- Verkerk Pistorius
- Pistorius (Thuringen)
- Pit
- Plate (geslacht)
- Plaat
- Plemp
- Plemp van Duiveland
- Pleyte
- Pleyte d'Ailly
- van der Ploeg (geslacht)
- Ploos van Amstel
- Pluygers
- Pol
- Hulshoff Pol
- Pols
- Polvliet
- Nederdijk Polvliet
- Pompe
- Pont
- Maclaine Pont
- Le Poole
- Portielje
- van der Pot
- Povel
- Praetorius
- Prager
- van Prehn
- van Prehn Wiese
- Prince
- Prins (Aalten)
- Prins (Noordwijk)
- Prins (Rotterdam)
- Prins (De Rijp)
- Prins (geslacht)
- Bloys van Treslong Prins
- Pronck
- Van de Putte
- Fransen van de Putte
- Pijnacker Hordijk

## Q
- Quack
- de Quay
- Du Quesne
- du Quesne van Bruchem
- Queysen
- Quien
- Quintus

## R
- Raedt
- Raedt van Oldenbarnevelt
- Arendsen Raedt
- Ragay (geslacht)
- Rahder
- Rahusen
- De Ram
- Ramaer
- Rambonnet
- De Ranitz (geslacht)
- Ras (geslacht)
- Rasch
- Rau (geslacht)
- Rauwenhoff
- De Ravallet
- Ravesteijn
- Van Ravesteyn (geslacht)
- Receveur
- Reddingius
- Benthem Reddingius
- Folmer Reddingius
- Lubeley Reddingius
- Roskamp Reddingius
- Van Reede
- Van Reenen
- Reepmaker
- Reepmaker van Belle
- Rees (geslacht)
- Van Rees
- Siewertsz van Reesema
- Reeser
- Reeser Cuperus
- Regout
- Rehm
- Reiger (geslacht)
- a Brakel Reiger
- Remy (geslacht)
- Repelius
- Reuchlin
- Reyers
- Reynvaan
- Van Rhijn
- Ribbius
- De Riemer
- Van Riemsdijk
- Van Riemsdijk Kreenen
- Du Rieu
- Rink
- Van Rinkhuyzen
- Rive (geslacht)
- Robbe (geslacht)
- De Vries Robbe
- De Rochefort
- Rochussen
- Roelants
- Roelants van Baronaigien
- Jonker Roelants
- Hazelhoff Roelfzema
- Röell
- Roelofsz
- Roelvink
- Roessingh
- Roessingh Udink
- De Buys Roessingh
- Conringh Roessingh
- Roest
- Roest van Limburg
- Van Roggen
- Graadt van Roggen
- Rolandus
- Roldanus
- Rombach (geslacht)
- Romeny
- Ter Haar Romeny
- Rommenie
- (geslacht)
- Von Romer
- Romme
- Van Romondt
- d'Aumale van Romondt
- Romswinckel
- De Roo (Bailleul)
- De Roo (Delft)
- De Roo de la Faille
- Roodenburg
- Rooseboom
- Roosegaarde
- Roosegaarde Bisschop
- Roosenburg
- Rose (geslacht)
- Roskes
- Van Rossem (geslacht)
- Van Rossum (Asch)
- Van Rossum (Zaltbommel)
- Rost van Tonningen
- Rouffaer
- De Roy
- De Roy van Zuydewijn
- De Roy van Wichen
- Royaards
- Van Erpers Royaards
- Sutherland Royaards
- Van Royen (Berlikum)
- Van Royen (Breukelerveen)
- Van Roijen (Ieper)
- Haakma van Roijen
- Roijer
- Rueb
- Russel
- Rutgers
- De Ruuk
- Ruys (Bois-le-Duc)
- Ruijs de Beerenbrouck †
- Ruys van Nieuwenbroeck
- Ruijs
- Ruys (Utrecht)
- Ruys van Hoogh-Schaerwoude
- Ruys de Perez
- Nienhuis Ruys
- Rijcken
- Pels Rijcken (geslacht)
- Van Rijckevorsel
- Van Rijn (Papendrecht)
- Rijnbende
- Van Bol'es Rijnbende
- Rijshouwer

## S
De schepper
- De la Sabloniere
- De Lussanet de la Sabloniere
- Saint Martin
- Saltet
- Van der Sande
- Van der Sande Lacoste
- Verbeek van der Sande
- Sander (geslacht)
- Duyckinck Sander
- Van Sandick
- Sannes (geslacht)
- Santhagens
- Van Eibergen Santhagens
- Sark (geslacht)
- Sas (geslacht)
- Sassen
- Schaay
- Schade van Westrum
- Schadee
- Schaepkens
- Schaepkens van Riempst
- Schaepman (geslacht)
- Schafer
- Schalkwijk (geslacht)
- Schalij
- Scharp
- Schas
- Scheers
- Scheidius
- Van Schelle
- Scheltema
- Scheltema Beduin
- Scheltema de Heere
- Adama van Scheltema
- Van Scheltinga
- De Blocq van Scheltinga
- Coehoorn van Scheltinga
- Wielinga van Scheltinga
- Scheltus
- Scheltus van IJsseldijk
- Van Schelven
- Schenck (geslacht)
- Teengs Schenck
- De Schepper
- IJssel de Schepper
- Schermer (geslacht)
- Schermer Voest
- Van Scherpenberg
- Scheurleer
- Lunsingh Scheurleer
- Schiff
- Van Schilfgaarde
- Schill
- Schimmel (geslacht)
- Schuurman Schimmel
- Schimmelpenninck
- Schippers
- Schleicher
- Schlingemann
- Schluiter
- De la Fontaine Schluiter
- D'Outrein Schluiter
- Schneiders van Greyffenswerth
- Schober
- Schoch (geslacht)
- Schokker (geslacht)
- Arkenbout Schokker
- Scholten (Almelo)
- Scholten (Holten)
- Scholten (Osnabruck)
- Scholten van Aschat
- Fannius Scholten
- Scholten van Oud-Haarlem
- Van Wesele Scholten
- Scholten (Wezel)
- Scholvinck
- Schonegevel
- Van Nijmegen Schonegevel
- Van Schoonhoven
- Van der Schooren
- Schout Velthuys
- Schouwenburg
- De Jong Schouwenburg
- Van Schouwenburg
- Menalda van Schouwenburg
- Schram
- Schrameier Verbrugge
- Van Schreven
- Van der Schrieck
- Schukking
- Schuller
- Bosschaert Schuller
- Schuller tot Peursum
- Van der Werven Schuller
- Schultz van Haegen
- Schuurman (geslacht)
- Elink Schuurman
- Elink Schuurman Duuring
- Schuyt
- Van Castricum
- Schwartz (Morbegno)
- Schwartz (Posen)
- Van der Poorten
- Van Loben Sels
- Senn van Basel
- Mersen Senn van Basel
- Servatius (geslacht)
- Sibinga
- Smit Sibinga
- Vietor Sibinga
- Sichterman
- Sieburgh
- Siemens (geslacht)
- Siertsema
- Sillem
- Simon Thomas
- De Sitter
- Sleeswijk
- Wegener Sleeswijk
- Sleurs
- Slicher
- Sligcher
- Slingeland
- Van Oosten Slingeland
- Van Slooten
- Slotemaker
- Van Sloterdijck
- Sluis (geslacht)
- Sluiter (geslacht)
- Sluyterman (Dokkum)
- Sluyterman (Leeuwarden)
- Van Slijpe
- Smallenburg
- Smalt (geslacht)
- Smidt
- Smith (geslacht)
- Smits (Schoonhoven)
- Smits (geslacht)
- Smits van Eckart †
- Smits van Hattert
- Smits van Oyen
- Smulders
- Snellen
- Snethlage
- Snoeck
- Snoeck van Tol
- Van Reijn Snoeck
- Snouck van Loosen
- Snijder (geslacht)
- Snijder van Wissenkerke
- Snijders
- Van Son
- Van Braam van Son
- Roberts van Son
- De Sonnaville
- Van Sonsbeeck
- Verheye van Sonsbeeck
- Van Sorgen
- Van Spaendonck
- Spakler van der Masch Spaendonck
- Spandaw
- Spengler
- Cox van Spengler
- Spiering (geslacht)
- Ter Spill
- Boelmans ter Spill
- Spree (geslacht)
- Sprenger
- Van der Sprenkel
- Berkelbach van der Sprenkel
- Spruyt
- Staal
- Courrech Staal
- Van der Staal
- Van der Staal van Piershil
- Van de Stadt
- Stahl (geslacht)
- Staring (geslacht)
- Van Staveren
- Van Steeden
- Van den Steen
- Van den Steen van Ommeren
- Steenberg (geslacht)
- Steenberghe
- Van Steenis
- Van Steennis
- Steenkamp
- Steenlack
- Steins Bisschop
- Stern (geslacht)
- Van Oostenwijk Stern
- Sterneberg
- Steveninck
- De Ruyter van Steveninck
- Van Steijn
- Van Steijn van Hensbroek
- Stheeman
- Talma Stheeman
- Stigter
- Van Stipriaan
- Van Stipriaan Luiscius
- Von Stockhausen
- Van Stockum
- Van Stokkum (Gorinchem)
- Van Stockum (Hamburg)
- Van der Stok
- Stokhuyzen
- Stolk (geslacht)
- Van Stolk
- Stols
- Stoop
- De Stoppelaar
- Stork
- Storm de Grave
- Storms
- Stratenus
- Strens
- Stroink
- Strootman
- Van Strijen
- Stuart (geslacht)
- Verrijn Stuart
- Suermondt
- Kamphuis Suermondt
- Tabingh Suermondt
- Suringar
- Valckenier Suringar
- Suijck
- Van Bemmel Suijck
- Swaan
- De Roon Swaan
- Swaving
- Sweerts de Landas
- Swellengrebel
- Van Swijndregt
- Montauban van Swijndregt
- Swijser
- Sypesteyn
- Kaars Sypesteyn
- Sypkens
- Benthem Sypkens

## T
- Tack
- de Brueys Tack
- Tak (Etten)
- Tak van Poortvliet
- Dumon Tak
- Tak (Zierikzee)
- De Maret Tak
- Tasman (geslacht)
- Taunay
- Teengs
- Teeuwen (geslacht)
- Tegelberg
- Telders
- Tellegen
- Temminck (geslacht)
- Tengbergen (Doetinchem)
- Tengbergen (Gendringen)
- De Bruyn Tengbergen
- Van Ebbenhorst Tengbergen
- Termijtelen
- Terwindt
- Testas
- De Famars Testas
- Van Tetering
- Tetrode (geslacht)
- Van Tets
- Tetterode (geslacht)
- den Tex
- Den Tex Bondt
- Van Teylingen
- Thesingh
- Geraerds Thesingh
- Thiange
- Thieme
- Van Eldik Thieme
- Weenink Thieme
- Thierens ('s-Gravenhage)
- Thierens (Land van Waas)
- Thoden van Velzen
- Thomson (geslacht)
- Thooft
- Thorbecke (geslacht)
- De Thouars
- Le Vasseur de Congnee de Thouars
- Thurkow
- Thijssen
- Heerkens Thijssen
- Tichelman
- Tideman
- Strumphler Tideman
- Tielenius Kruijthoff
- Tielens
- Van Tienhoven
- Van Tienhoven van den Bogaard
- Tilanus
- Van der Hoop Tilanus
- Tilman
- Titsingh
- Camper Titsingh
- Tjassens
- Dittlof Tjassens
- Tjeenk
- Leuveling Tjeenk
- De Bie Leuveling Tjeenk
- Tol (geslacht)
- Van Linden Tol
- Des Tombe
- Van Tomputte
- Tonckens
- Lunsingh Tonckens
- Oldenhuis Tonckens
- Toussaint (geslacht)
- Steenstra Toussaint
- Tra Kranen
- Van Taack Tra Kranen
- Trenite
- Nolst Trenite
- Tresling
- Bosman Tresling
- Haakma Tresling
- Lunsingh Tresling
- Ruardi Tresling
- Stheeman Tresling
- Wintgens Tresling
- Treub
- Van Tricht
- Trip
- Sibenius Trip
- Tromp (geslacht)
- Tromp van Holst
- Troostwijk
- Doude van Troostwijk
- Tuckermann
- Turing (geslacht)
- Twiss (geslacht)
- Duymaer van Twist
- Van Eck Duymaer van Twist
- Tydeman
- Van Tyen

## U
- Ubachs
- Van Uchelen
- Croiset van Uchelen
- Uhlenbeck
- Uitterdijk
- Umbgrove
- Van Lulofs Umbgrove

## V
- Vader (geslacht)
- Saaymans Vader
- Van Voorst Vader
- Vaillant (geslacht)
- Valck
- Veen Valck
- Valeton
- Van der Valk (geslacht)
- Van Valkenburg (Land van Valkenburg)
- Van Valkenburg (Valkenburg, Lb.)
- Van Valkenburg (Well)
- De Vassy
- Veder (geslacht)
- Veeckens
- Van Heemskerck Veeckens
- Zegers Veeckens
- de Veer
- Van West de Veer
- Veeren
- Van Orsoij Veeren
- Van Veeren
- Van der Ven
- Verbrugge
- Verhagen
- De Jong Verhagen
- Van Bleijswijk Thierens Verhagen
- Verhellouw
- Verheijen
- Verkade (geslacht)
- Verkouteren
- Verloop
- Van Noordenne Verloop
- Verloren
- Ver Loren
- De Monte ver Loren
- Vermande
- Vermeer (geslacht)
- Losecaat Vermeer
- Vermande
- Vernhout
- Verploegh
- Verploegh Chasse
- Verschoor (Mechelen)
- Verschoor van Nisse
- Verschoor (Sleeuwijk)
- 't Hooft Verschoor
- Verschuir
- Fontein Verschuir
- Forsten Verschuir
- Van Gesseler Verschuir
- Versfelt
- Verspyck
- Baert Verspyck
- Versteeven
- Verster
- Versteeven de Balbian
- De Balbian Versteeven
- Verstolk
- Veth (geslacht)
- Giltay Veth
- Vethacke
- Vethake
- De Veye
- Swanenburg de Veye
- De Veye de Burine †
- De Vicq
- Van Bredehoff de Vicq †
- Van Bredehoff de Vicq van Oosthuizen †
- De Vidal de Saint Germain
- Viehoff
- Vietor
- Fresemann Vietor
- Vigelius
- Vinkhuizen (geslacht)
- Vinkhuyzen
- De Virieu
- Viruly
- Van Castrop Viruly
- Viruly van Pouderoyen
- Viruly Verbrugge
- Vis (Oost-Zaan)
- Vis
- Vis Bolderdijk (Zaandijk)
- Van Romondt Vis (Colijnsplaat)
- Visch (geslacht)
- Mom Visch
- Visscher
- Visser
- Visser (Schiedam)
- Visser (Sluis)
- De Visser
- Scharp de Visser (geslacht)
- Ongerboer de Visser
- Vissering
- Van Hoorn Vissering
- Van Visvliet
- Vitringa
- Van Gelein Vitringa
- Van Vladeracken
- De Vlaming
- Vliegenthart
- Vlielander
- Vlierboom
- Van der Vliet
- Van Vlissingen
- Fentener van Vlissingen
- Van Tongeren van Vlissingen
- Van Vloten
- Van Bommel van Vloten
- Van Braam van Vloten
- Stael van Holstein van Vloten
- Vogel (geslacht)
- Anthing Vogel
- De Vogel
- Vogelaar (geslacht)
- Völcker
- Verstolk Völcker
- Vollenhoven
- Van Beeck Vollenhoven
- Van Vollenhoven
- Messchert van Vlissingen
- Van der Poorten van Vlissingen
- Snellen van Vlissingen
- Van der Wallen van Vlissingen
- Voller (geslacht)
- Peereboom Voller
- Vollgraff
- Vonk (geslacht)
- Van der Veen Vonk
- Voorduin
- Voorhoeve
- Voorhoeve Holland
- Van der Voort
- Rouppe van der Voort
- Van Voorthuysen
- Van Eyk van Voorthuysen †
- Du Marchie van Voorthuysen
- Vorstman
- De Vos (Hamm)
- De Vos
- De Vos tot Nederveen Cappel (Kaiserswerth/Dusseldorf)
- Vosmaer
- Van Voss
- Heerma van Voss
- Voute
- Vreede
- De Vries (Friesland)
- De Vries (Rossum)
- De Vries (Zaandam)
- Ten Cate de Vries
- De Vriese (Drenthe)
- de Vriese (Tholen)
- Vriesendorp
- Vroe
- Bijl de Vroe
- Van der Vijver

## W
- De Waal (geslacht)
- Wachter (geslacht)
- De Wael
- Vos de Wael
- Van Wageningen
- Noëls van Wageningen
- Van Driel van Wageningen
- Waghto
- De Wal
- Van Walchren
- Waldeck (geslacht)
- Walen (geslacht)
- Jannette Walen
- Van de Wall (Arnhem)
- Van de Wall (Gendt)
- Von de Wall
- Von Dewall
- Walland
- Van der Wallen
- Waller (geslacht)
- Van Walre
- Van Walree
- Van Walsem
- Van Walsum
- Van Cappellen van Walsum
- Walter (geslacht)
- Wambersie
- Van Waning
- Wap (geslacht)
- Van Warmelo
- Warnaars
- Warnsinck
- Staats Evers Warnsinck
- Toe Water
- Van Waterschoot van der Gracht
- Van Wayenburg
- Van Weel
- De Clercq van Weel
- Weerman (geslacht)
- Weerts (geslacht)
- Welter
- Wendelaar
- De Wendt
- Wentholt
- Ten Behm Wentholt
- Van de Werk
- Wertheim (geslacht)
- Wertheim Aijmes
- Wertheim van Heukelom
- Van Wessem
- Westenberg
- Coninck Westenberg
- Lincklaen Westenberg
- Westendorp (geslacht)
- Westenenk
- Westerman
- Westermann
- Sargant Westermann
- Westerwoudt
- Westra
- Westra van Hoithe
- Willemier Westra
- Van Westrheene
- Weve
- Weyn
- Wichers
- Van Aldringa Wichers
- Van Buttingha Wichers
- Eyssonius Wichers
- Lamoraal Wichers
- Ruardi Wichers
- Wieling
- Wierdsma
- Rypperda Wierdsma
- Wichers
- Wierdsma
- Wilbrenninck
- Wilde (geslacht)
- Wildervanck (geslacht)
- Wildschut (geslacht)
- De Wildt
- Bosboom de Wildt
- Wilkens (Bremen)
- Wilkens (Nordhorn)
- Willet (geslacht)
- Willeumier
- Ter Bruggen Willeumier
- Van Willigen
- Kleyn van Willigen
- Van der Willigen
- Willinck
- Willinge
- Willink
- Willink van Collen
- Tjeenk Willink
- Winckel
- Von Winckel
- Wintgens
- Wisboom
- Wiselius
- De Wit (Kamerijk)
- Dudok de Wit
- De Wit (De Rijp)
- Duyvené de Wit
- De With
- Van Haersma de With
- Witsen
- Wittert
- Wittert-Wittert van Hoogland
- Van Woelderen
- Woldringh
- Wolf (geslacht)
- Barkey Wolf
- De Wolff van Westerrode
- Van Wolframsdorff
- Wolterbeek
- Wttewaall
- Woppermann
- Wurfbain
- Fockema Wurfbain
- Wijers
- Wyers
- Wijnaendts
- Wijnaendts van Resandt
- Van Wijngaarden
- Wijnmalen
- Wijs (geslacht)
- De Wijs (Amsterdam)
- De Wijs (Utrecht)

## Y
- Ypeij
- IJske
- Van IJsselsteyn
- Van IJzendoorn

## Z
- Zaal
- Zaaijer
- Zeewoldt
- Van Alphen Zeewoldt †
- Berthon Zeewoldt †
- Zubli
- De Clercq Zubli
- Tatum Zubli †
- Van Zuylen van Nyevelt
- Zwartendijk
- Zweerts
- Van Zwijndregt
- Zijnen
- Van der Hegge Zijnen
- Sibmacher Zijnen
- Steens Zijnen
- Vrijdag Zijnen †
- Van Zijp
- Van der Voort van Zijp
- Van Zijst

- Haut – A
- B
- C
- D
- E
- F
- G
- H
- I
- J
- K
- L
- M
- N
- O
- P
- Q
- R
- S
- T
- U
- V
- W
- X
- Y
- Z